# Polygonia faunus
Polygonia faunus  (лат.) — дневная бабочка из семейства Nymphalidae, распространённый в Северной Америке.

## Описание
Размах крыльев 45—64 мм. Основной фон крыльев охристо-рыжий. Задний край переднего крыла с характерной полукруглой вырезкой. Центральная ячейка на задних крыльях не замкнута. Внешний край крыльев сильно изрезан, с заметными выступами на жилках M1 и Cu2 на передних крыльях и на жилках M3 и Cu2 — на задних. Крылья с нижней стороны с рисунком из бурых оттенков, которые имитируют кору дерева и с четким белым значком на наружной границе центральной ячейки. Задний край переднего крыла с характерной полукруглой вырезкой. Бурая маргинальная перевязь на крыльях характеризуется рядом жёлтых лунок. Половой диморфизм выражен слабо. От других североамериканских видов рода отличается наличием прикраевого ряда полулунных пятен зелёного цвета на нижней стороне крыльев.

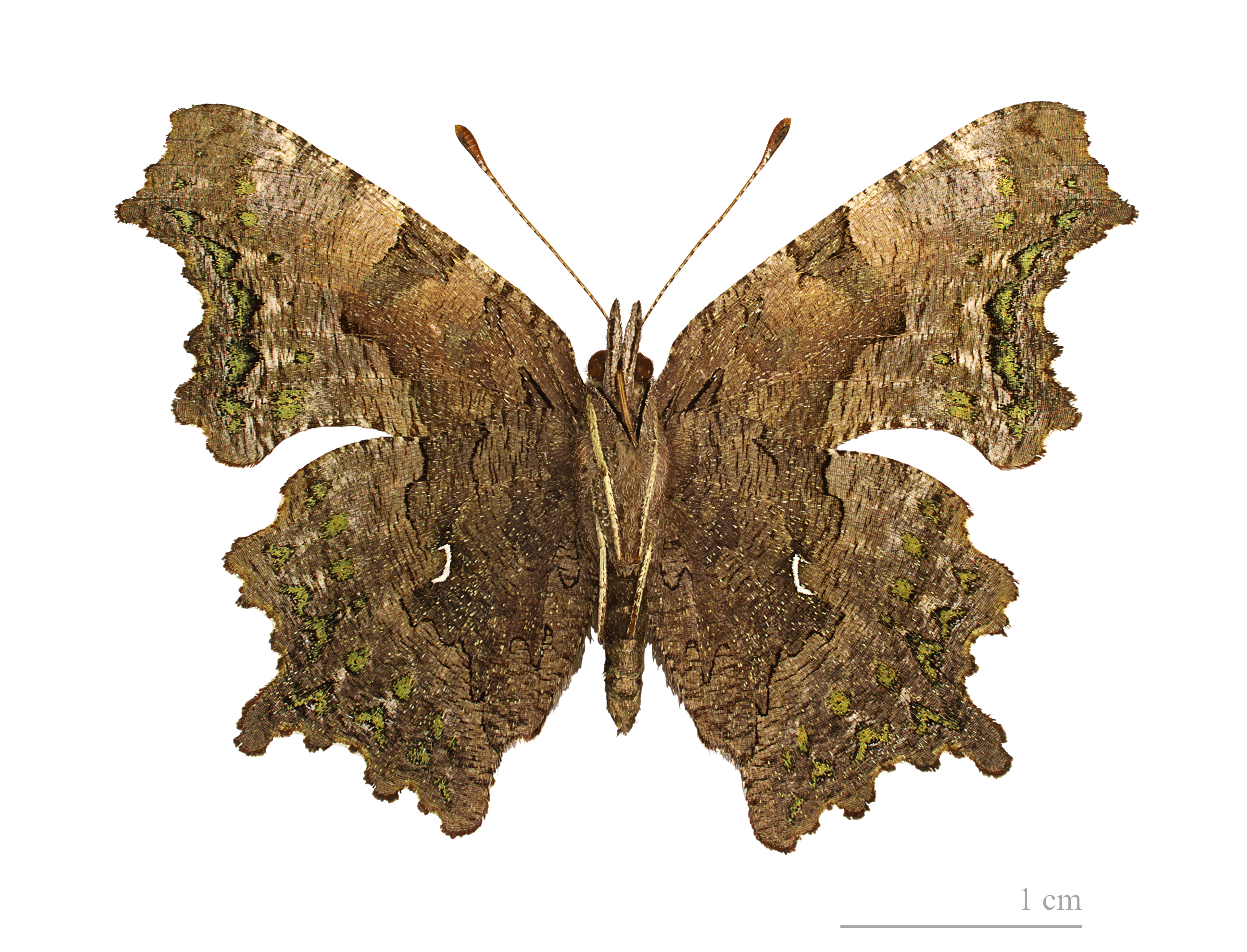
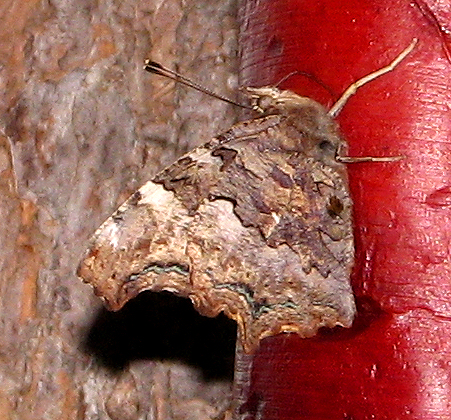
Самка

## Биология
Встречается в разнообразных естественных биотопах, в лесах, на просеках, на сельхозугодьях, на территории городов и поселков и т. д. За год развивается в двух поколениях. Время лёта с мая по сентябрь. Бабочки отличаются быстрым полётом. В покое обычно садятся на листьях деревьев или кустарников, часто сложив крылья. Довольно часто, распластав крылья, бабочки могут принимать «солнечные ванны». Питаются нектаром различных видов травянистых и кустарниковых растений, бродящим соком деревьев и перезревшими плодами, охотно садятся на влажную почву по краям луж и водоёмов, а также на экскременты животных. Кормовые растения гусениц: Salix humilis, Betula lenta, Rhododendron occidentale, Ribes. Гусеницы держатся обычно на нижней стороне листьев, реже могут скреплять его согнутые края шелковиной, делая убежище. Окукливаются на кормовых растениях или в укрытии. Куколка свободная и прикрепляется головой вниз.